# Djurgården
Djurgården – wyspa w Sztokholmie. 

## Historia
Djurgården to dawne królewskie tereny łowieckie. Większość obszaru Djurgården stanowią tereny zielone, popularne miejsce spacerów i wycieczek. Zabudowań na wyspie jest niewiele, a stałych mieszkań zaledwie 800. 
Od 1580 Djurgården stanowił zwierzyniec królewski, gdzie król Jan III Waza trzymał renifery, jelenie i łosie. Sto lat później Karol XI odgrodził teren i uczynił go miejscem polowań. W XVIII wieku zamknięty obszar stał się chętnie odwiedzanym terenem,  a w czasach trubadura Carla Bellmana pojawiły się liczne gospody. 

## Turystyka
Położone są tu licznie odwiedzane atrakcje m.in. skansen z popularnym ZOO z ekspozycją zwierząt Szwecji, Muzeum Vasa, Muzeum Nordyckie oraz wesołe miasteczko Gröna Lund. Niewielką zabudowę mieszkalną Djurgården, stanowią  w większości ekskluzywne rezydencje. 

## Komunikacja
Na Djurgården można dojechać autobusem, tramwajem  linii nr 7, zabytkowym tramwajem linii nr 7N (od kwietnia do grudnia) i promem z nabrzeża Slussen.

## Sport
- Djurgårdens IF - klub piłkarski
- Djurgårdens IF - klub hokejowy